# القائمة الحمراء للأنواع المهددة بالانقراض

الغزال السعودي يصنف كحيوان منقرض

القائمة الحمراء للأنواع المهددة بالانقراض هي لائحة تُصنِّفُ وتَدّرسُ حالة حفظ الأنواع النباتية والحيوانية. أنشئت في عام 1963، يصدرها اتحاد الحماية العالمي، السلطة الرسمية القائمة على حفظ الأنواع في العالم. يهدف اتحاد الحماية العالمي إلى إعادة تقييم كل فئة من الأنواع كل 5 سنوات إذا أمكن، أو كل عشر سنوات على الأقل.

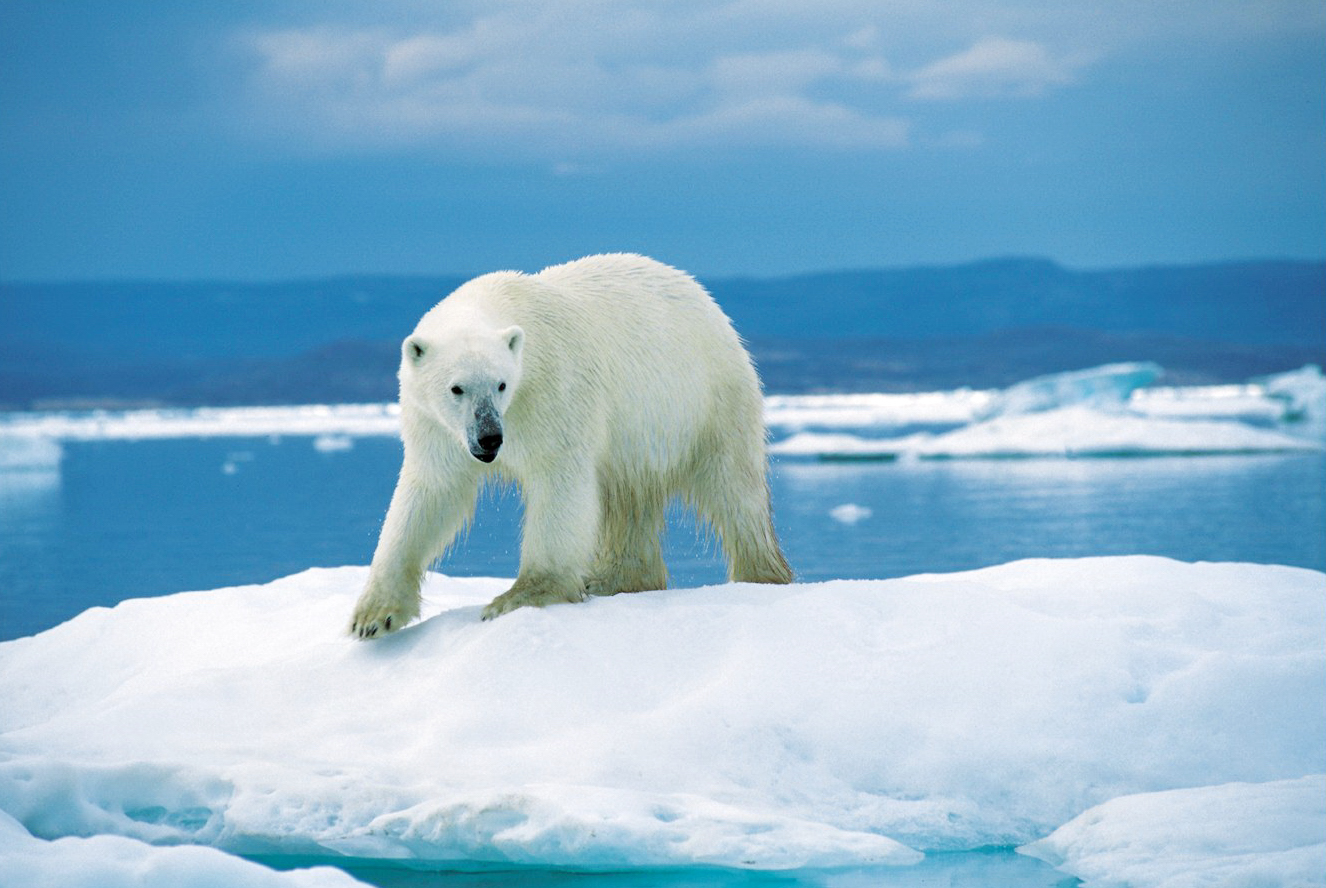
الدب القطبي متواجد في القائمة الحمراء

## تصنيف الأنواع
وتصنف الأنواع إلى غير محصن ومعرض للخطر، بناءً على معايير اتحاد الحماية العالمي تتوسع القائمة بشكل تفصيلي إلى:
1. الأنواع المنقرضة تماماً (نق). ويرمز لها بالانجليزية بـ (EX)
2. الأنواع المنقرضة من الحياة البرية (قب) وهي الأنواع التي تتواجد فقط في الأسر أو التربية الداخلية أو تتواجد في تجمعات غير طبيعية «تتواجد بعيدا عن التوزيع الطبيعي الأصلي لهذه الفئة».ويرمز لها بالانجليزية بـ (EW)
3. الأنواع المهددة بشكل حرج بالانقراض (خق) وهي الأنواع المعرضة بشدة كبيرة جدا لخطورة الانقراض من الطبيعة. ويرمز لها بالانجليزية بـ (CR)
4. الأنواع المهددة بالانقراض (خم) وهي الأنواع المعرضة بشكل كبير لخطورة الانقراض من الطبيعة. ويرمز لها بالانجليزية بـ (EN)
5. الأنواع المعرضة للانقراض (خد) وهي الأنواع المعرضة لخطورة الانقراض من الطبيعة. ويرمز لها بالانجليزية بـ (VU)
6. الأنواع القريبة من التهديد (فخ) وهي الأنواع التي لا تتأهل كي تصنف ضمن الفئات المذكورة سابقا ولكنها من المرجح أن تصل إلى إحدى هذه الفئات في المستقبل القريب. ويرمز لها بالانجليزية بـ (NT)
7. الأنواع غير المهددة (غم) وهي الأنواع المنتشرة والمتوفرة في الطبيعة. ويرمز لها بالانجليزية بـ (LC) جدول يبين مدى انقراض الحيوانات

جدول يبين مدى انقراض الحيوانات

8. الأنواع التي لا تتوفر عنها معلومات كافية (نن) لا تتوفر عنها معلومات عن توزيعها في الطبيعة أو تعرضها للتهديدات. (DD)
9. الأنواع التي لم تقيم (نل) وهي الأنواع التي لم يتم تقييمها بعد. (NE)

## وصلات خارجية
- القائمة الحمراء لسنة 2011